# Rácz András (teológus)
Rácz András, Rátz (Érsekújvár, 1789. november 19. – Buda, 1864. január 20.) teológiai doktor, papnevelő intézeti lelki igazgató.

## Élete
Tanult Nyitrán, a bölcseletet Nagyszombatban, a hittant Nyitrán, Pesten, Fejérvárt és Nagyszombatban hallgatta; azután jogot tanult Pozsonyban és nevelő volt gróf Pálffy Rudolfnál két évig. 1812. november 11-én fölszenteltetett. Káplán volt Drégelypalánkon öt évig és Esztergomban (Királyváros), ahol 1820. március 11-től plébánia adminisztrátora is volt. 1825. április 8-án füzesgyarmati plébános lett; ezen állásáról 1831. május 14-én lemondott és a pesti központi papnevelő lelki igazgatójának nevezték ki. 1844-ben nyugalmaztatván, Budán lakott haláláig.

## Munkái
- Egyházi beszéd, A religio el kerülhetetlen szükségének voltárúl, szent László apostoli királynak tiszteletére ... Ipoly-Sághon ... mondatott Sz. Iv. hav. 30. Napj. 1818. ... Selmetz, 1818.
- Fenmaradgyon-é még tovább is a közfal, melly a katholikusoktól a protestánsokat elválasztya? A szeretet szózattya mindazokhoz, kik a katolika anyaszentegyházat vagy nem, vagy rosszul ismerik. Hille Ágoston ... által. Ford. ... Esztergom, 1822.
- Liturgika, vagy a római keresztény katolika anyaszentegyház szertarsásainak magyarázattya, 1823-26. uo., Három köt. (Ism. Hazai és Külföldi Tudósítások 1824. I. 23. sz.).
- Prédikátzió szent Ilona napjára, mellyet 1825. eszt. Pünköst után 13. vasárnapon monodtt Hébetzen. Uo.
- Prédikátzió, mellyet a XVIII. századnak elején megszünt mirigy halálnak emlékezetére szent Benedek városában a t. n. Bars vármegye által felállított kápolnában esztendőnként Pünköst havának 3. napján tartani szokott ájtatosságnak alkalmatosságával 1826. eszt. mondott. Uo.
- Ágazatos theologia vagy a keresztény katholika religiónak hitügyelő igazságai, könnyen megértheő és istenes tanításokban előadva. Pest, 1832. Három kötet.
- Memoria a spirituali cleri junioris in regio generali seminario Pestiensi curatore, ad quarti anni theologos propediem sacerdotio auctorandos. Anno 1835. Dominica IV. post Pentecosten ... Uo.
- Comitatus, quem praebet spiritualis in regio centrali seminario Pestiensi cleri junioris curator alumnis consummato theologicorum studiorum cursu excedentibus, et propediem sacerdotio auctorandis anno 1836. Dominica VII. post Pentecosten. Uo.
- Disciplina clericalis a spirituali cleri junioris in regio centrali seminario Pestiensi curatore alumnis consummato theologicorum studiorum cursu propediem excessuris et sacerdotio auctorandis supremum commendata anno 1837. Dominica VIII. post Pentecosten. Uo.
- Bivium seu conflictus vitiorum et virtutum triumphante religione a spirituali cleri junioris curatore in regio centrali seminario Pestiensi alumnis consummato theologicorum studiorum cursu propediem excessuris et sacerdotio authorandis repraesentatus anno 1839. Dominica VII. post Pentecosten. Uo.
- Reflexiones privatae de linguae latinae in sacris ecclesiae catholicae usu, ejusque apud Hungaros in occasum vergentis inclinatione. Lipsiae, 1845. (Névtelenül).
- Sacra regni Hungariae corona undecim captivitatibus exsoluta. Bpest, 1853.